# Bucerius Kunst Forum

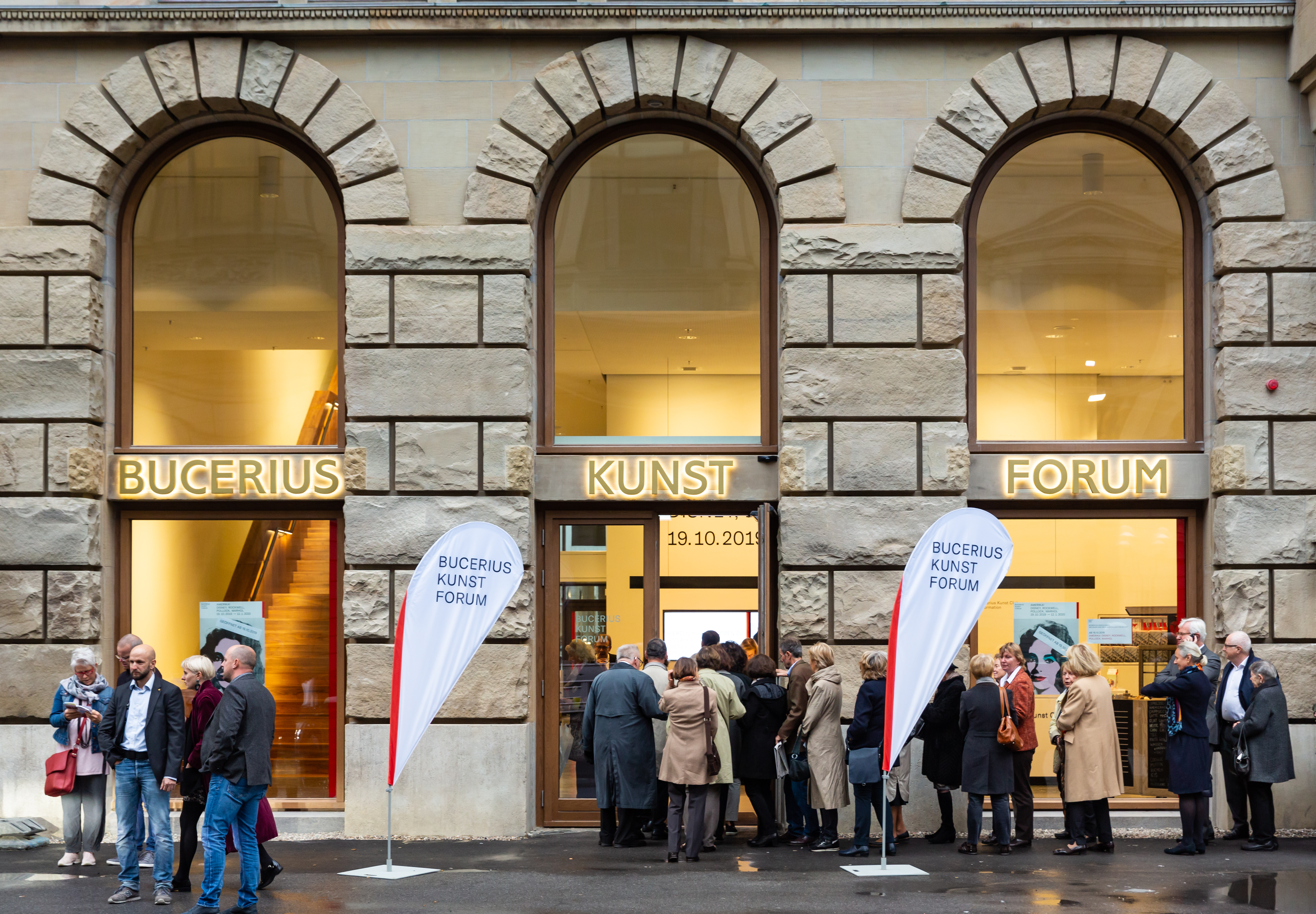
Bucerius Kunst Forum (2019)

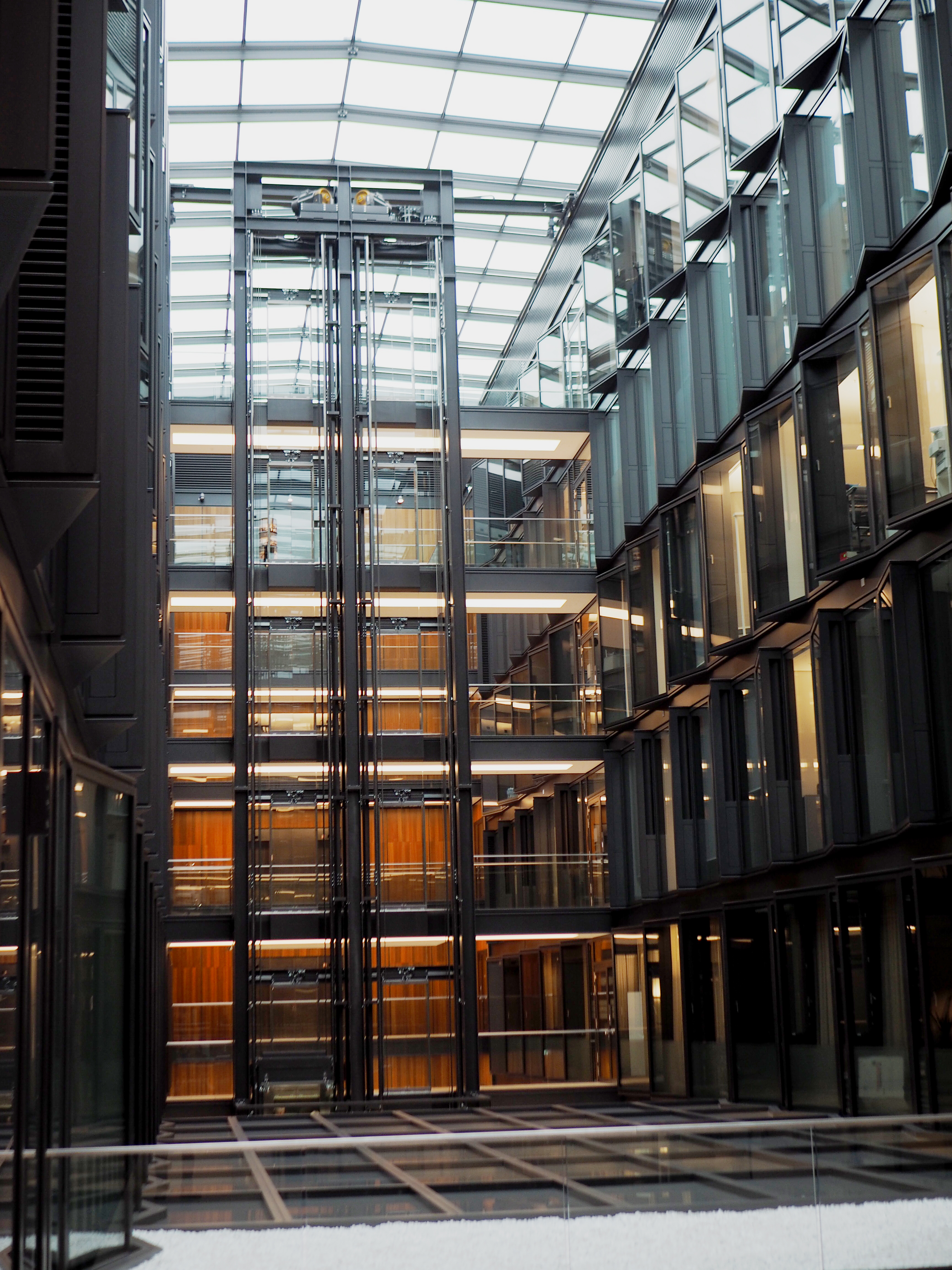
Lichthof im 2. OG

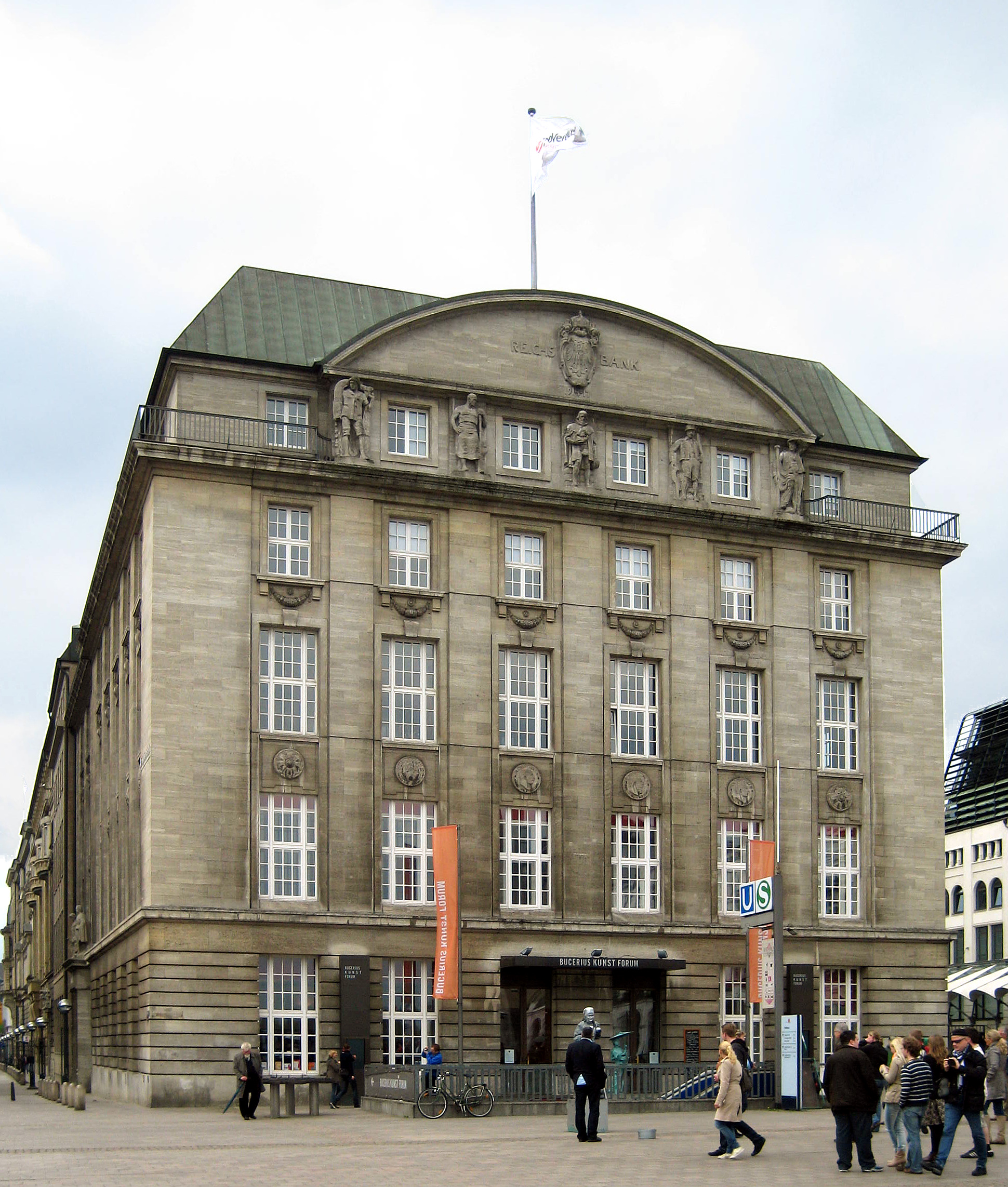
Bucerius Kunst Forum (2010) am ehemaligen Standort

Das Bucerius Kunst Forum ist ein von der Zeit-Stiftung Ebelin und Gerd Bucerius (Eigenschreibweise ZEIT STIFTUNG BUCERIUS) getragenes, internationales Ausstellungshaus in Hamburg. Es wurde 2002 eröffnet und zeigt jährlich vier Ausstellungen mit Kunstwerken zu Themen von der Antike bis zur Gegenwart.

## Lage und Architektur
Das Bucerius Kunst Forum wurde 2002 in einem ehemaligen Bankgebäude am Hamburger Rathausmarkt an der Ecke zum Alten Wall eröffnet. Zunächst im Erd- und Untergeschoss befindlich, wurden die Räume bereits 2008 um das erste Obergeschoss erweitert. Das repräsentative, denkmalgeschützte Gebäude wurde ab 1914 für die Reichsbank-Hauptstelle Hamburg errichtet. Das Gebäude ist Teil eines großen Komplexes, der sich entlang des Rathauses und der Hamburger Börse (Handelskammer) auf der einen und des Alsterfleets mit Rathausschleuse auf der anderen Seite vom Rathausmarkt bis zur Adolphsbrücke erstreckt. Mit dem großen Umbau dieses Gebäudekomplexes am Alten Wall, der 2016 begann, ergab sich die Möglichkeit für das Bucerius Kunst Forum, innerhalb des Gebäuderiegels neue Räumlichkeiten zu beziehen. Denn durch den großen, über die Jahre stark gestiegenen Publikumszuspruch mit etwa 200.000 Besuchern im Jahr und drei bis vier Veranstaltungen pro Woche waren die räumlichen Kapazitäten am bisherigen Standort an eine Grenze gekommen.
Seit Juni 2019 ist das Bucerius Kunst Forum am Alten Wall 12 beheimatet – nur wenige Meter vom alten Standort entfernt und direkt gegenüber dem Rathausinnenhof. Hier sind hinter historischer Fassade nach Plänen des Architekturbüros Gerkan, Marg und Partner vier völlig neu gestaltete Etagen für die Künste entstanden. Im Erdgeschoss befinden sich sowohl die Kasse und die Information, als auch der Bucerius Book Shop. Der Ausstellungssaal des neuen Bucerius Kunst Forums erstreckt sich auf einer Ebene im ersten Obergeschoss und kann im Ganzen bespielt oder in kleine Kabinette unterteilt werden. Für Veranstaltungen wie Konzerte, Lesungen, Diskussionen, Vorträge oder Poetry Slams ist im zweiten Obergeschoss ein Auditorium und ein Lichthof entstanden. Ein gläsernes Atelier auf Fleethöhe bietet Raum für kreatives Arbeiten. Der Zugang des neuen Hauses ist über drei Wege möglich: Über den Alten Wall, über eine neue Fleetbrücke, die den Neuen Wall durch die Bucerius Passage bis zum Alten Wall für Fußgänger verbindet, und über die Tiefgarage unter dem Gebäude mit direktem Zugang zur Bucerius Passage.

## Ausstellungen
Das Bucerius Kunst Forum ist ein internationales Ausstellungshaus, das jährlich vier Ausstellungen mit Kunstwerken zu Themen von der Antike bis zur Gegenwart zeigt. Dabei hat sich das Haus einem Wechsel zwischen monographischen, thematischen und epochenübergreifenden Ausstellungen verschrieben. Die fokussierten Ausstellungskonzepte bilden künstlerische Zusammenhänge und Beziehungen zwischen Epochen und Disziplinen und schlagen Brücken zwischen alter und neuer Kunst. Dabei werden bekannte Inhalte systematisch hinterfragt und auf ihre aktuelle Relevanz untersucht. Die gezeigten Werke kommen als Leihgaben aus Museen wie dem MoMA, dem Louvre, der Tate, dem Städel Museum oder dem Prado. Sie werden mit einer neuen These befragt und unter einem konkreten Aspekt betrachtet – eine Ausstellung zum Werk von Henri Matisse etwa versammelte zum ersten Mal seine Porträts, die Ausstellung über Frida Kahlo widmete sich erstmals den Verbindungen zwischen der mexikanischen und der europäischen Kunst, die Schau zu Pablo Picasso beleuchtete erstmals das Fenster als zentrales Motiv in allen Schaffensperioden des Künstlers.
Bisher wurden u. a. Künstler wie Max Beckmann, Marc Chagall, Lucas Cranach, Otto Dix, Alberto Giacometti, Frida Kahlo, Oskar Kokoschka, Henri Matisse, Lee Miller, Joan Miró, Paula Modersohn-Becker, Max Pechstein, Pablo Picasso, Gerhard Richter, Auguste Rodin und die Künstlergemeinschaft Die Brücke in monographischen Ausstellungen gewürdigt. Thematische Ausstellungen widmeten sich etwa der französischen Malerei, der New Yorker Fotografie, pompejanischen Wandmalereien, Venedig als Stadt der Künstler oder dem Element Wasser in Malerei und Fotografie.
Die Ausstellungskonzepte entstehen durch die wissenschaftliche Abteilung des Bucerius Kunst Forums sowie in Zusammenarbeit mit international renommierten Kunsthistorikern als Gastkuratoren.
Alle Ausstellungen werden von einem umfangreicher Katalog mit wissenschaftlichen Aufsätzen und Abbildungen der ausgestellten Werke begleitet. Die Kataloge sind größtenteils im Hirmer Verlag erschienen.
Das Ausstellungshaus zieht im Durchschnitt rund 200.000 Besucher im Jahr an. Die erfolgreichsten Schauen waren Frida Kahlo (2006) mit 190.000 und Marc Chagall. Lebenslinien (2010) mit 130.000, sowie Picasso. Fenster zur Welt (2016) mit 115.000 Besuchern, William Turner. Maler der Moderne (2011) mit rund 110.000 Besuchern und Modern Life. Edward Hopper und seine Zeit (2009) mit über 100.000 Besuchern. Der einmillionste Besucher des Hauses wurde im Frühjahr 2008 begrüßt.

## Veranstaltungen
Das Bucerius Kunst Forum bietet neben Ausstellungen ein interdisziplinäres und umfangreiches Veranstaltungsprogramm. Auf einer eigenen Etage für Veranstaltungen im zweiten Obergeschoss befindet sich ein Auditorium mit angrenzendem Lichthof. Hier beleuchten etwa Diskussionen, Vorträge, Konzerte, Lesungen, Gespräche oder Poetry Slams das Thema der jeweiligen Ausstellung aus der Perspektive der verschiedenen Künste.
Neben den ausstellungsbezogenen Veranstaltungen ist das Haus auch ein Forum für die Themen aus dem Förderbereich Kunst und Kultur der ZEIT-Stiftung und für Kooperationspartner.

## Bucerius Kunst Club
Der Ende 2002 gegründete Bucerius Kunst Club ist der gemeinnützige Förderverein des Bucerius Kunst Forums. Der Club unterstützt durch Mitgliedsbeiträge, Spenden und ehrenamtliche Tätigkeiten die Arbeit des Bucerius Kunst Forums. In regelmäßigen Abständen fördert der Club eine ausgewählte Ausstellung des Bucerius Kunst Forums finanziell. Weiterhin finanziert er die Stelle des wissenschaftlichen Mitarbeiters sowie das Programm für Kinder, Jugendliche und ihre Familien. Der Förderverein ermöglicht außerdem durch finanzielle Unterstützung das Vortragsprogramm zu den Ausstellungen. Die rund 4.000 Mitglieder des Vereins erhalten zu den Ausstellungen freien Eintritt, Ausstellungskataloge sowie Einladungen zu den Eröffnungen und Previews und können an einem breiten Angebot von exklusiven Veranstaltungen teilnehmen.
Seit 2018 gibt es die Young Members des Bucerius Kunst Clubs. Diese Mitgliedschaft richtet sich an junge Menschen bis 36 Jahre.

## Trägerschaft, Rechtsform und Finanzierung
Das Bucerius Kunst Forum ist eine Einrichtung der ZEIT-Stiftung Ebelin und Gerd Bucerius in der Rechtsform einer gemeinnützigen GmbH. Die Stiftung ist Alleingesellschafterin und finanziert das Bucerius Kunst Forum aus den Erträgen ihres Stiftungsvermögens zu etwa 60 Prozent. Der Rest wird durch Eintrittskarten, Katalog- und Postkartenverkäufe und Vermietungen eingenommen. Das Bucerius Kunst Forum nimmt keine staatlichen Gelder in Anspruch.

## Leitung
Seit Mai 2023 steht das Hamburger Ausstellungshaus unter der Leitung von Kathrin Baumstark. Die Direktorin bildete bis April 2023 gemeinsam mit dem Geschäftsführer Andreas Hoffmann das Leitungsteam. Von 2007 bis Mai 2022 war Andreas Hoffmann Geschäftsführer des Bucerius Kunst Forums. Die künstlerische Leitung übernahm Kathrin Baumstark im Juni 2019 von ihrem Vorgänger Franz Wilhelm Kaiser, der vom 1. Juni 2016 bis 31. Mai 2019 Direktor war. Von 2005 bis 2016 war Ortrud Westheider Direktorin, sie übernahm das Amt vom Gründungsdirektor Heinz Spielmann, der das Haus bis 2005 leitete.